# 道の駅びえい「白金ビルケ」
道の駅びえい「白金ビルケ」（みちのえき びえい「しろがねビルケ」）は、北海道上川郡美瑛町にある北海道道966号十勝岳温泉美瑛線の道の駅である。

## 施設
- 駐車場 98台
- トイレ 20器
- 観光案内コーナー
- レストラン BETWEEN THE BREAD　9:00 - 18:00（冬季営業 変動あり）
- 展示コーナー
- 芝生広場
- 物販コーナー
- 情報提供コーナー
- 休憩コーナー
- 更衣室（サイクル対応、シャワー完備）

## 休館日
- 年末年始（12月31日 - 1月3日）

## 開館時間
- 9:00 - 18:00（6月 - 8月）
- 9:00 - 17:00（9月 - 4月）

## 周辺
- 青い池
- 白金温泉